# Chemin de la Glacière
Pour les articles homonymes, voir Glacière (homonymie).
Le chemin de la Glacière (en occitan : camin de la Glacièra) est une voie de Toulouse, chef-lieu de la région Occitanie, dans le Midi de la France.

## Situation et accès

### Description
Le chemin de la Glacière est une voie publique. Il traverse le quartier de Ginestous. Il correspond à une partie de l'ancien chemin vicinal no 3, qui allait de Blagnac à Launaguet. Il était prolongé à l'ouest par le chemin de Ginestous jusqu'au pont de Blagnac, et à l'est par le chemin de l'Église-de-Lalande et le chemin du Baron jusqu'à la route de Launaguet.
Il naît perpendiculairement au chemin de Fenouillet, dans le prolongement du chemin de Ginestous. Long de 550 mètres, il est orienté au nord-est. Il donne naissance successivement, à gauche, à l'impasse Louis-de-Froidour, puis à la rue du Pôle qui aboutit à la base de loisirs de Sesquières et à l'échangeur autoroutier no 33b de Lalande. Le chemin de la Glacière se prolonge sur 109 mètres, puis termine en impasse. Un chemin piétonnier, qui passe par une trémie sous les voies du périphérique (autoroute A620), rejoint l'impasse de la Glacière au niveau de l'écluse de Lalande, sur le canal latéral à la Garonne.
Dans la première partie du chemin de la Glacière, entre le chemin de Fenouillet et la rue du Pôle, la chaussée compte une voie de circulation automobile dans chaque sens. Elles sont longées, entre le chemin de Fenouillet et la rue du Pôle, par des bandes cyclables. Dans sa deuxième partie, au-delà de la rue du Pôle, la chaussée ne compte plus qu'une seule voie de circulation automobile à double-sens. Elle appartient à une zone 30 et la vitesse y est limitée à 30 km/h. Il n'existe en revanche pas d'aménagement cyclable.

### Voies rencontrées
Le chemin de la Glacière rencontre les voies suivantes, dans l'ordre des numéros croissants :
1. Chemin de Fenouillet
2. Impasse Louis-de-Froidour (g)
3. Rue du Pôle (g)
4. Impasse de la Glacière - accès piéton

### Transports
Le chemin de la Glacière est parcouru et desservi, entre le chemin de Fenouillet et la rue du Pôle, par les deux lignes de bus 110132. À l'est, l'avenue des États-Unis compte des arrêts des lignes de bus 1559.
La station de vélos en libre-service VélôToulouse se trouve également près de l'avenue des États-Unis : c'est la station no 311 (67 rue de la Glacière).

## Odonymie

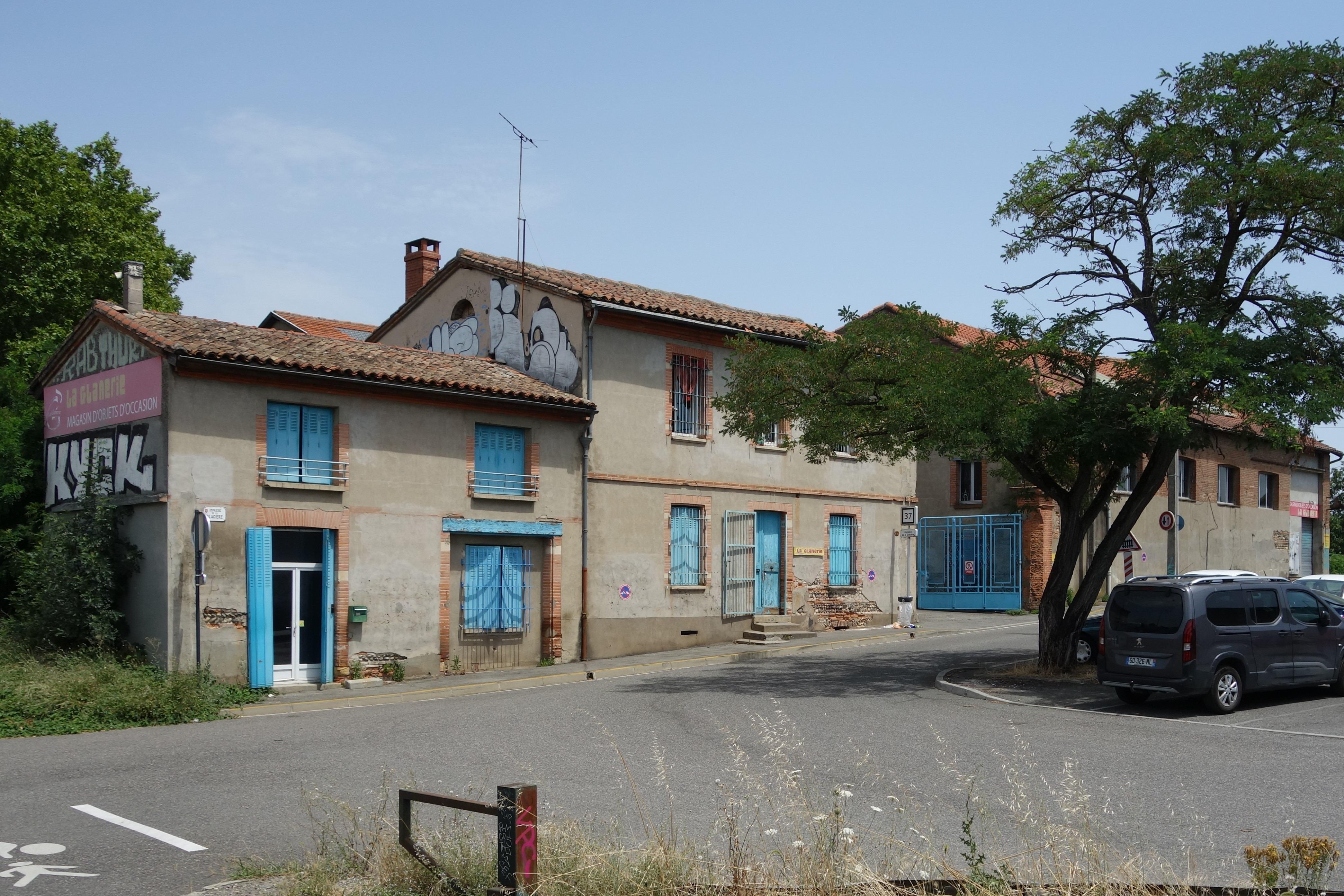
no 37 impasse de la Glacière : ancienne usine de la glacière.

Le chemin tient son nom de la « glacière », c'est-à-dire une usine de fabrication de glace hydrique qui s'est installée en 1900 à proximité de l'écluse de Lalande (actuel no 37 impasse de la Glacière). En 1986, à la suite de l'aménagement de la rocade ouest (actuel périphérique/autoroute A620), le chemin de la Glacière fut coupé en deux parties : à l'est, le chemin devient l'impasse et la rue de la Glacière, seule la partie ouest conservant le nom d'origine. À la fin du XIXe siècle, c'était le chemin de l'Ancienne-Briqueterie : il s'agit de la briqueterie Galinié (actuel no 45 impasse de la Glacière), installée en 1856-1857 par Bertrand Galinié, peu après l'ouverture à la navigation du canal latéral à la Garonne

## Patrimoine et lieux d'intérêt

### Institutions éducatives
- no  12 : E.S.A.T (Établissement et service d'aide par le travail) Château Blanc.
- no  14 : groupe scolaire Jean-Dieuzaide.
- no  17 : I.T.E.P. (Institut thérapeutique, éducatif et pédagogique) Louis-Bives.

### Château de Leblanc

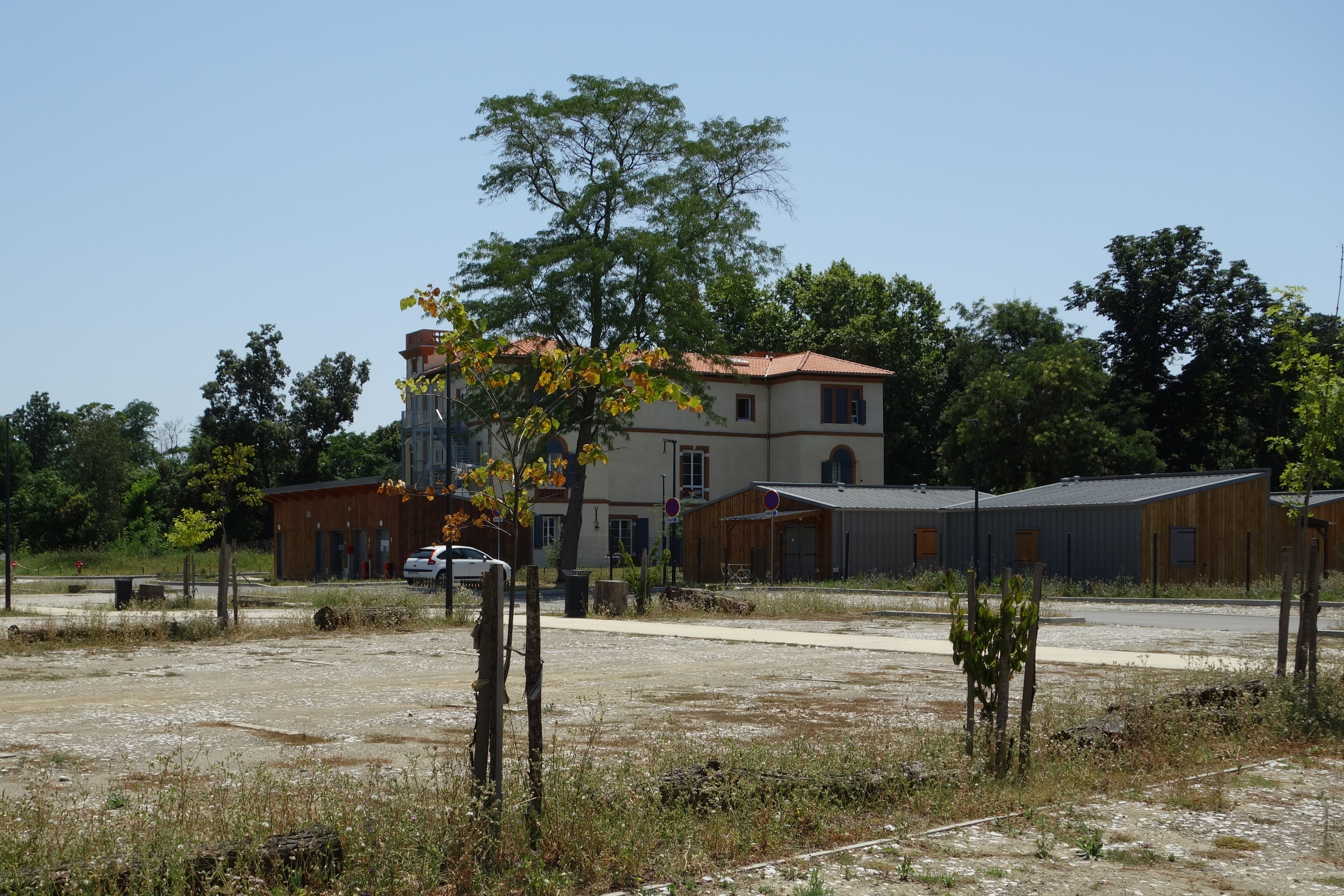
no 4 : le château de Leblanc.

Le château est construit dans la deuxième du XVIIe siècle pour un membre de la famille de Fraux : en 1680, le domaine, qui s'étend sur 25 arpents, 11 pugnères et 7 boisseaux, compte un château, une métairie, un jardin, des bois et des vignes. En 1731, il passe à Pierre Leblanc, conseiller au parlement entre 1711 et 1745, qui habite la maison romano-gothique de la rue Croix-Baragnon (actuel no 15). Son fils, Clément-Marie Leblanc, également conseiller au parlement, accroît le domaine par l'achat de nouvelles terres et mène des travaux d'embellissement. Mais, en 1794, pendant la Révolution française, il est arrêté, enfermé à la prison de la Visitation (emplacement de l'actuel no 41 rue Charles-de-Rémusat), puis jugé et guillotiné à Paris. Le domaine de Leblanc, qui compte désormais 200 arpents, est alors saisi comme bien national et estimé à 158 422 livres – il est cependant conservé par le fils aîné, Gabriel-Marie-Catherine Leblanc,. Il passe ensuite à Auguste Leblanc, puis en 1853 à Jean-Paul Leblanc, qui s'en sépare l'année suivante et le vend à Antoine-Étienne Loubers, un négociant toulousain. Sa fille, Hermine Loubers, le transmet ensuite à sa propre fille, épouse du colonel d'artillerie Joseph Taurignac, commandant le 57e régiment d'artillerie, et elle s'installe au château de Leblanc en 1924. À sa mort, le château et son domaine agricole sont achetés par Antoine Delaye, qui développe le maraîchage et la production laitière. Son fils, Bernard Delaye, poursuit l'exploitation malgré la réduction du domaine à seulement 4,20 hectares, à la suite de l'urbanisation progressive du quartier. En 2019, le château et son domaine sont acquis pour 2 millions d'euros par la communauté Emmaüs. Entre 2020 et 2021, le château est restauré, avec le soutien de la Fondation du patrimoine.
Le château, probablement construit dans le troisième quart du XVIIe siècle, est représentatif du style classique toulousain. Il a un plan rectangulaire, encadré aux extrémités est et ouest, du côté de la façade sud, par deux tours, et s'élève sur trois niveaux (un rez-de-chaussée et deux étages), séparés par des cordons. Les ouvertures, porte et fenêtres, sont rectangulaires. Sur le côté est, la façade est percée de deux fenêtres à meneaux en pierre. De même, une fenêtre du rez-de-chaussée a un appui en pierre sculpté d'une rosace. L'origine de ces éléments, plus anciens que le château actuel et caractéristiques des décors de style Renaissance de la deuxième moitié du XVIe siècle ou du début du siècle suivant, est obscure : il peut s'agir d'éléments d'un château plus ancien ou du remploi d'éléments provenant d'une autre demeure. Les élévations sont couronnées par une large corniche moulurée,.

### Maisons
- no  24 : ferme (deuxième moitié du XIXe siècle)[14].